# Iconclass
Iconclass is een gespecialiseerd kunsthistorisch classificatiesysteem. Het werd in de jaren vijftig ontwikkeld door Henri van de Waal (1910-1972). Het Nederlandse Rijksbureau voor Kunsthistorische Documentatie (RKD) beheerde het systeem tot 2021.

## Kenmerken
Iconclass is een iconografisch classificatiesysteem, dat gebruikt kan worden voor de beschrijving en ontsluiting van artistieke afbeeldingen, zoals schilderijen, gravures, tekeningen en foto's. Het wordt over heel de wereld gebruikt door musea en erfgoedinstellingen.
De termen in Iconclass ('notations' genoemd) identificeren de onderwerpen van een beeld: de afgebeelde personen, voorwerpen, gebeurtenissen en abstracte begrippen. Deze 'notations' zijn hiërarchisch geordend. Iedere 'notation' bestaat uit een alfanumerieke code die overeenkomst met een specifieke betekenis. 
Iconclass bevat 40.000+ definities en 84.000 (14.000 unieke) trefwoorden. Eind 2009 werd een zoekmachine en browser (met illustraties) voor Iconclass gelanceerd, de Iconclass 2100 Browser. Een vierde editie, verrijkt met uitgebreide bibliografische informatie en duizenden illustraties is beschikbaar gesteld in mei 2024. De nieuwe "Iconclass plus" editie maakt ook gebruik van computer vision technologie om het opzoeken van geschikte termen te vereenvoudigen.

## Voorbeelden
Online kunstdatabases met expliciete vermeldingen van Iconclass-codes zijn onder andere het Nederlandse RKDimages, de online collectie van het Rijksmuseum, en het Duitse Bildindex der Kunst und Architektur.